# AC Cars
AC Cars Ltd — одна из первых автомобильных компаний Великобритании, которая специализируется на производстве исключительно спортивных автомобилей, которые всегда выделялись среди других представителей автомобильной индустрии отменными динамическими и гоночными признаками. Основателями компании AC Cars Ltd были Джон Веллер и Джон Портвайн.

## История

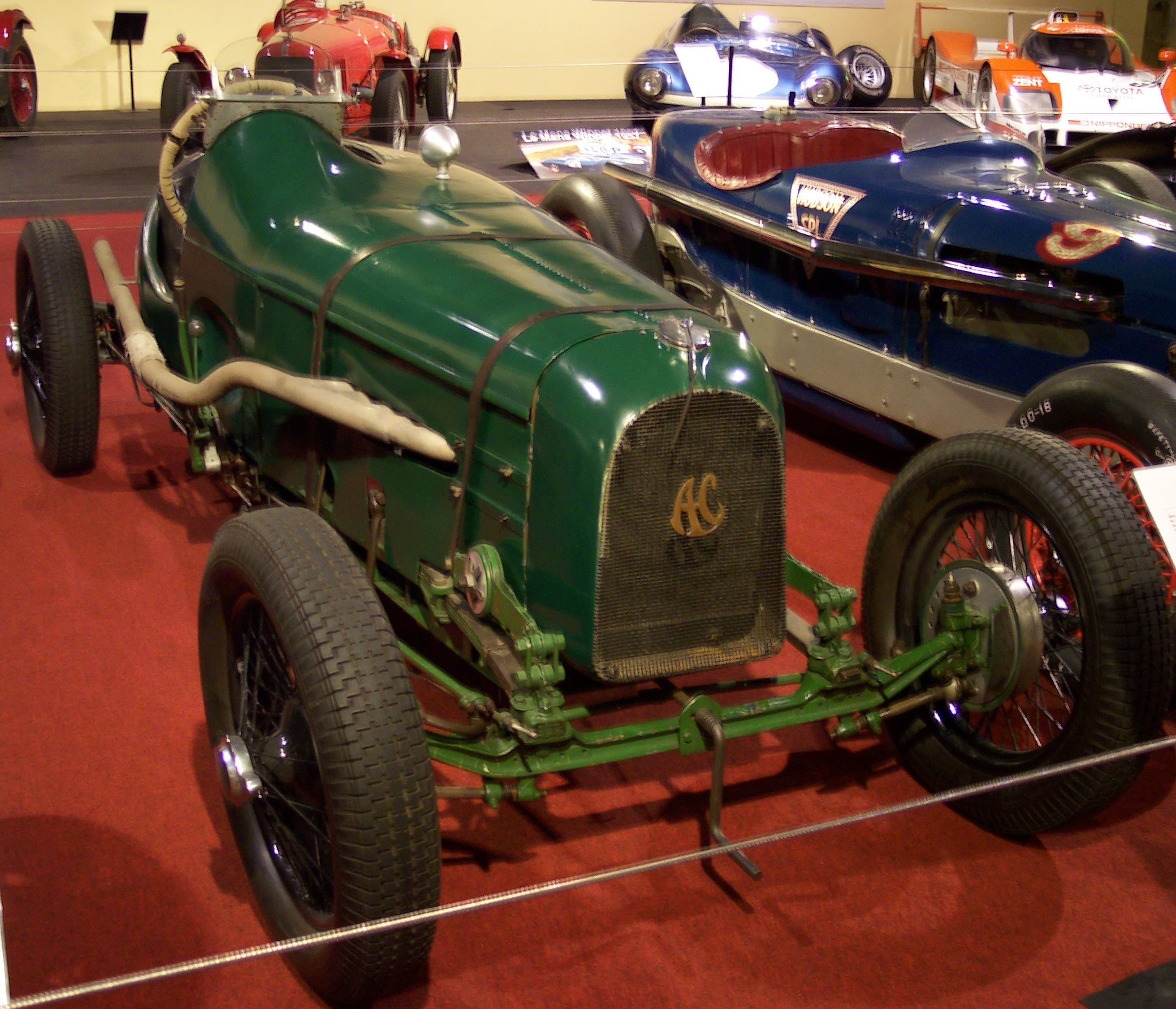
Гоночный АС 1924 года

Годом основания компании считается 1902. Джон Веллер и Джон Портвайн решили заняться производством автомобилей на партнёрских условиях с единой целью — принять участие в процессе, который в то время являлся самым прогрессивным, даже можно сказать — революционным. В 1903 году была представлена их первая модель Weller Four Seat Touring. В 1907 году была создана модель AC Sociable, первый пассажирский автомобиль компании AC.
AC Cars в 1911 году переименовали в Autocarriers LTD, а в 1922 году снова переименовали в AC Cars LTD. Во время Первой мировой войны завод в Ферри производил снаряды и взрыватели для военных действий. С 1919 по 1925 год компания АС Cars LTD постоянно выставляла свои автомобили во многочисленных автомобильных гонках. В частности AC Cars LTD принадлежал рекорд максимальной скорости 100 миль/час среди автомобилей с двигателем в 1,5 л. В 1960 году была представлена AC Cobra, сконструированная Кэролом Шелби, который успешно совместил мощный американский восьмицилиндровый двигатель и очень лёгкие шасси от AC Асе. С 1987 по 1992 год AC входила в состав Ford Motor Company, и потом снова оказалась в частном владении. В 1996 году компания вступила в состав Pride Automotive Group Inc. AC Ace мир увидел впервые на автомобильной выставке в Италии (Турин) 1992 года. Это мощный спортивный автомобиль с кузовом типа кабриолет и традиционной компоновкой. На этой же автомобильной выставке был представлен спортивный автомобиль AC Aceca. К 1995 году было сконструировано силами специалистов компании целое поколение модификаций AC Cobra Mk IV, но после того, как было продано небольшое количество автомобилей этой модели, дальнейшее производство было остановлено.

## Модели
| Модель                               | Двигатель                                              | Годы выпуска        | Примечания |
| ------------------------------------ | ------------------------------------------------------ | ------------------- | --- |
| Weller Four Seat Touring.            |                                                        | 1903                | первый автомобиль, спроектированный Джоном Веллером, будущим «отцом» компании AC Cars |
| Autocarrier                          | 648 см³ одноцилиндровый с воздушным охлаждением        | 1904-1914           | Трехколесный грузовой перевозчик с одним колесом сзади и водителем за грузом. Цепной привод на заднее колесо через двухступенчатую планетарную коробку передач. Выпущено около 1500 экземпляров. |
| AC Sociable                          | 648 см³                                                | 1907-1914           | Пассажирская версия Auto Carrier. Выпущено около 1800 экземпляров. |
| AC Ten                               | 1096 см³                                               | 1913-1916           | |
| AC 12 hp                             | 1478/1992 см³ четырёхцилиндровый с водяным охлаждением | 1920-1927           | Двигатель, производства Anzani, позднее Cubitt в Эйлсбери . Трансмиссия трехступенчатая КПП. Двух- или четырёхместный кузов. |
| AC Six (16/40, 16/56 и16/66)         | 1478/1991 см³ шестицилиндровый с водяным охлаждением.  | 1920-1929           | С 1922 года, двигатель производства AC увеличенной мощности. 16/66 имел тройные карбюраторы SU . Трансмиссия трехступенчатая. Двух- или четырёхместный кузова. |
| AC Six (16/60, 16/70, 16/80 и 16/90) | 1991 см³ шестицилиндровый с водяным охлаждением.       | 1932-1940           | Двигатель производства AC; 16/90 был оснащен нагнетателем Arnott. Трансмиссия четырёхступенчатая коробка передач ENV, с синхронизатором Moss или предселектором Wilson. |
| AC 2-Litre                           | 1991 см³                                               | 1947-1958           | Двигатель производства AC. Двух и четырёхдверные седаны. |
| AC Petite                            | 350 см³ одноцилиндровый двухтактный                    | 1952-1958           | Двигатель Villiers. Коробка передач четырёхступенчатая. Трехколесный автомобиль с одинарным передним колесом. Двухместный / трехместный. |
| AC Ace                               | 1991/1971 см³                                          | 1953-1963           | Двигатели производства AC (1991 см³) или Bristol (1971 см³) от Ford Zephyr (1956 года). |
| AC Aceca                             | 1991/1971/2553 см³                                     | 1954-1963           | В 1955 году был установлен двигатель от Bristol. В этом же году название автомобиля было трансформировано в Aceca Bristol. В 1961 году были выпущены первые AC Aceca с двигателем объёмом 2553 см³. Всего было произведено 47 автомобилей с двигателем от Ford Zephyr.                                                                        |
| AC Greyhound                         | 1971/2216/2553 см³                                     | 1959-1963           | Двигатель от Bristol. Задняя подвеска De Dion (либо независимую подвеска от AC). |
| AC Cobra 260/289/AC289               | 4261/4727 см³ V8.                                      | 1962-1968           | Легендарный двухместный родстер c алюминиевым кузовом. Двигатель Ford small block V8. Дисковые тормоза на четыре колеса. Ранние автомобили MK1 имели кулачковое и колышковое рулевое управление, позже автомобили MK2 получили реечно-шестеренное. AC 289 Sports имел шасси AC 427 MK3 с цилиндрическими пружинами и кузов с узкими крыльями. |
| AC Cobra 427/428                     | 6997/4948 см³ V8                                       | 1964-1966 1983—1990 | MK3 series |
| AC Frua                              | 6997/7016 см³ V8.                                      | 1965-1973           | Двигатель от Cobra 427 Chassis Ford FE 428 400 л. с. (298 кВт). Дисковые тормоза на четыре колеса. Механическая или автоматическая коробка передач. Кузов: двухместный открытый или купе, стальной кузов производства Италии. |
| AC ME3000                            | 2994 см³ V6 Ford Essex                                 | 1979-1985           | Поперечный среднемоторный с пятиступенчатой коробкой передач AC. Платформенное шасси с передним и задним подрамниками, кузов из стеклопластика. |
| AC Brooklands Ace                    | 4601/4942 см³ V8.                                      | 1993-1996           | Двигатель производства Ford объёмом 4942 см³ с наддувом. |
| AC Ace V8                            | 4601/4942 см³ V8.                                      | 1997-2000           | Двигатель производства Ford объёмом 4942 см³ с наддувом. Ходовая часть производства ЮАР, кузов произведен в Ковентри. |
| AC Aceca                             | 4601/4942 см³ V8.                                      | 1998-2001           | Двигатель производства Ford объёмом 4942 см³ с наддувом. Четырёхместная версия купе Ace. Ходовая часть производства ЮАР, кузов произведен в Ковентри. |
| AC 378 GT Zagato                     | 6,2 V8                                                 | 2012-               | Впервые показан как Perana Z-One в 2009 году. Автомобиль построен в Южной Африке компанией Hi-Tech Automotive |